# Chords I’ve Known
A Chords I’ve Known a Sparklehorse első középlemeze, melyet 1996-ban adott ki a Capitol Records. Az albumon az összes szám Mark Linkous saját munkája; a felvételben közreműködött David Lowery.

## Számlista
Az összes dal szerzője Mark Linkous. 
| 1.   | Heart of Darkness ("kígyózó" (wiggly)) | 1:49 |
| 2.   | Almost Lost My Mind                    | 1:49 |
| 3.   | Midget in a Junkyard                   | 1:19 |
| 4.   | Dead Opera Star                        | 1:58 |
| 5.   | The Hatchet Song                       | 2:42 |
| 9:37 |                                        |      |

## Közreműködők
- Mark Linkous – vokál, basszus, gitár, bendzsó, producer
- David Lowery – basszus, producer
- John Morand – dob
- Bryan Harvey – zongora
- Armstead Welleford – basszus
- Johnny Hott – dob
- Paul Watson – mandolin

## Fordítás
Ez a szócikk részben vagy egészben  a   Chords I've Known című angol Wikipédia-szócikk ezen változatának fordításán alapul.  Az eredeti cikk szerkesztőit annak laptörténete sorolja fel. Ez a jelzés csupán a megfogalmazás eredetét és a szerzői jogokat jelzi, nem szolgál a cikkben szereplő információk forrásmegjelöléseként.